# 羅吉夫卡 (瓦爾基區)
49°54′38″N 35°39′33″E / 49.91056°N 35.65917°E

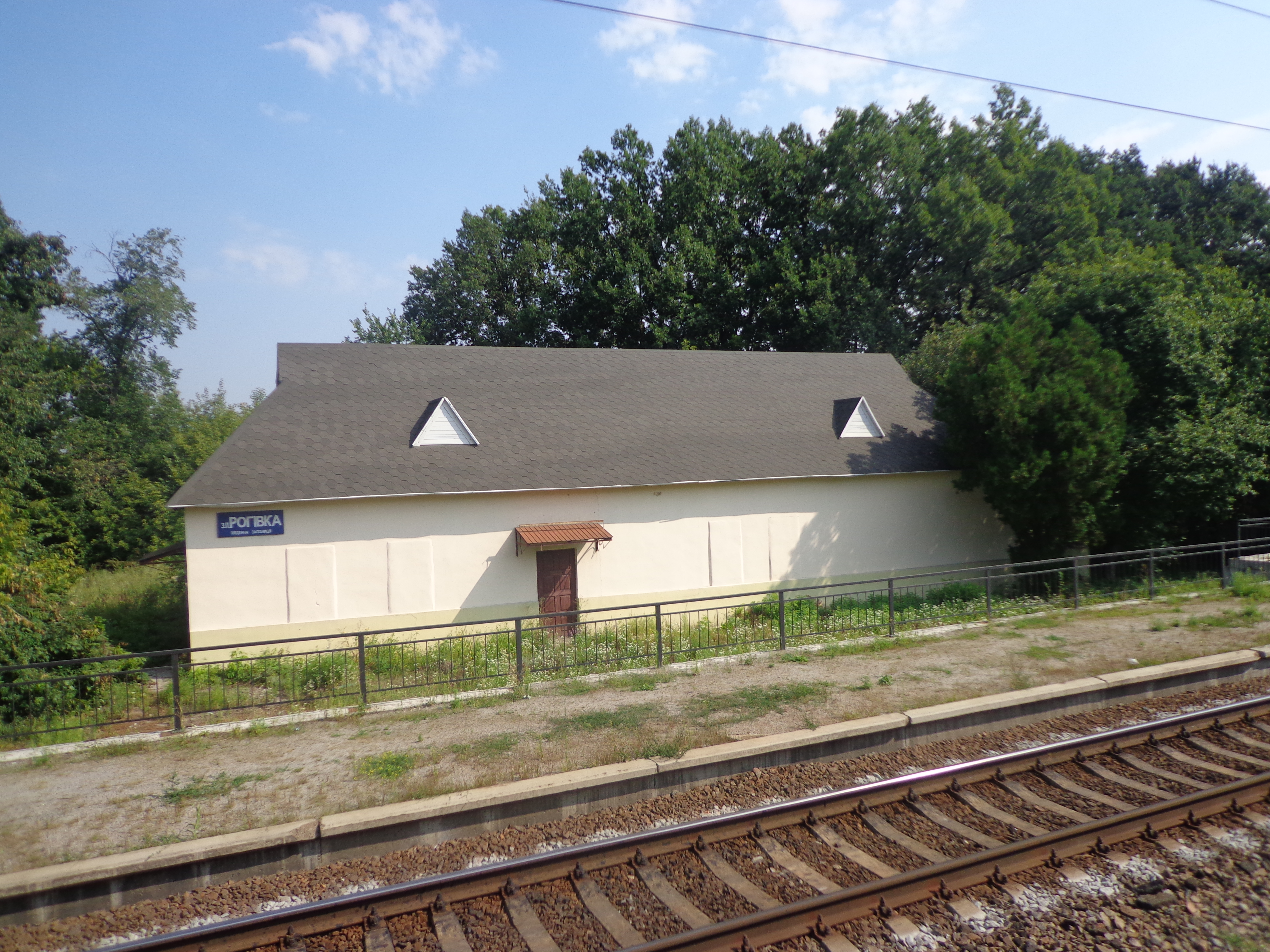

羅希夫卡（烏克蘭語：Рогівка）是位於烏克蘭東部的村莊，由哈爾科夫州博霍杜希夫區的瓦爾基市鎮負責管轄。該村始建於1750年，面積6.43平方公里，海拔高度195米，2001年的人口為194，人口密度每平方公里30.2人。